# 歡快回憶

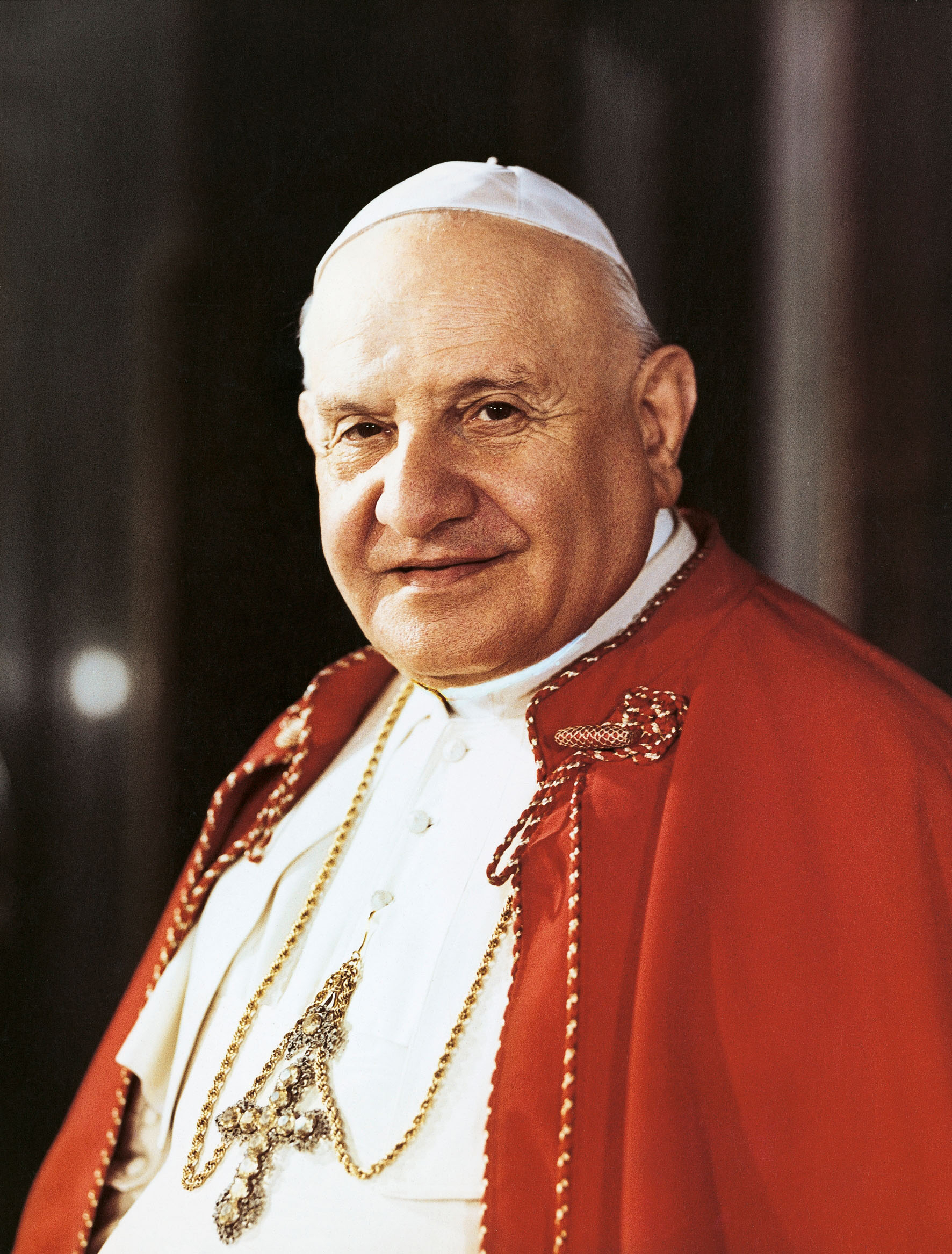
教宗若望二十三世

《歡快回憶》（拉丁語：Grata recordatio）是教宗若望二十三世於1959年9月26日發出的教宗通諭。這是若望二十三世任內第3道通諭，內容探討玫瑰經和為教會、使命、社會及國際祈禱的人。

## 內容
這道教宗通諭連同引言有4部分共21段。教宗在引言裏呼籲信徒在10月時誦讀玫瑰經，延續利奧十三世時所訂立的傳統。教宗其後提到「有些學校所教導的哲學和待人之道」跟基督教的教義有出入，他同時建議統治者需要留意自己的一些行為。

## 資料來源
1. 1 2  Ioannis PP. XXIII. . The Holy See. 1959-09-26  [2017-06-21]. （原始内容存档于2017-06-21） （拉丁语）.